# Rodolfo Walsh
Rodolfo Jorge Walsh, född den 9 januari 1927 i Choele-Choel, var en argentinsk författare och journalist. Han anses vara en av grundarna av den undersökande journalistiken i Argentina. Walsh är försvunnen sedan den 25 mars 1977, den dag då han besköts och arresterades av militär och troligtvis avled. 

## Verk skrivna av Rodolfo Walsh
- Diez cuentos policiales (1953)
- Variaciones en rojo (1953)
- Antología del cuento extraño (1956)
- Operación Masacre (1957)
- La granada (1965, teatro)
- La batalla (1965, teatro)
- Los oficios terrestres (1965)
- Un kilo de oro (1967)
- ¿Quién mató a Rosendo? (1969)
- Un oscuro día de justicia (1973)
- El caso Satanovsky (1973)
- Los oficios terrestres (1986)
- Cuento para tahúres y otros relatos policiales (1987)
- Ese hombre y otros papeles personales (1995)